# キーナン・クリステンソン
キーナン・クリステンソン（Keenan Christenson, 1984年7月19日 - ）は、カナダの男性声優。

## 出演作品

### テレビアニメ
- エド エッド エディ（ジミー）